# ミュージアム (漫画)
『ミュージアム』は、巴亮介による日本の漫画作品。講談社の『週刊ヤングマガジン』にて、2013年35号から2014年10号まで連載された。また、2016年43号・44号に新作エピソードが掲載された。雨の日にだけ現れ、残虐な猟奇殺人を続ける「カエル男」と、それを追う警視庁捜査一課の刑事・沢村久志を中心としたサスペンスホラーである。
2016年には本作品を原作とした実写映画が公開された。

## あらすじ
警察官・沢村久志は、家庭を顧みずに仕事に没頭して妻・遥と息子・将太に家出された。ある日、生きながら空腹の犬に喰い殺された女性の事件を担当することになる。
カエルのマスクを被り、レインコートを着て雨の日に殺人を行い、雨雲を追って去る殺人鬼「カエル男」は、自身をアーティストと称して残忍な殺人を繰り返す。やがて、その被害者が全員「幼女樹脂詰め殺人事件」の裁判員制度による裁判員だったことが判明し、遥もその1人であった。
当初は、有罪判決を受けて自殺した被告・大橋茂の親族による復讐かと思われたが、実は殺人を芸術と呼ぶ「カエル男」こそが真犯人であり、自身の芸術をメディアが作った印象と僅かな物的証拠で無関係の人物の犯行だと決めつけた裁判員に激怒して報復していることに沢村だけが気づく。魔の手は沢村の周辺にまで及び、後輩の西野警部補が拉致されて沢村の目の前で屋上から突き落とされて殺害され、友人宅に身を寄せていた沢村の妻子も「カエル男」の手に落ちてしまう。警察組織を離れ、個人で必死に「カエル男」を追う沢村は、「カエル男」は雨の日でなければ行動できない理由があるのではないかと考え、「光線過敏症」かもしれないと仮説を立てる。専門家を訪ね歩き、資産家の両親を中学生の時に猟奇殺人犯に殺された被害者遺族と思われていた霧島早苗が、自らの手で両親をも「芸術」と呼ぶ殺人の犠牲にした犯人だと沢村は看破した。
霧島は宅のキッチンで、NHK「みんなのうた」で放送された「メトロポリタン美術館（ミュージアム）」を口ずさむ。そんな彼の家に乗り込む沢村だったが、頭に一撃を受けて意識を失い監禁されてる精巧に出来た妻子の生首の偽物を見せられ、作り物と気づかずに泣き崩れる沢村の前に「カエル男」霧島が現れる。3つのエンディングを示す霧島により沢村親子が殺されそうだと悟り、沢村と霧島を追っていた警察官が拳銃を向けるが、追いつめられた霧島は外へ飛び出す。しかし、外は快晴であったため、紫外線により顔が大きく腫れ上がった霧島は意識を失い倒れる。
事件から1年、沢村はトラウマにより警察を辞め、カウンセリングを受けつつ妻子と共に静かに暮らしていた。霧島は未だに昏睡状態であり、遥は取材で無実の人間を死に追いやったことを追及され答えられずに逃げ出してしまう。

## 登場人物
沢村久志
主人公。32歳。
刑事という職業柄、妻の遥や息子の将太とはすれ違いになることが多く、それが原因で遥に家出されてしまう。
父親も刑事で今の自分同様に家族とすれ違いになり、和解しないうちに子供を暴漢から庇って殉職した父親の気持ちを理解したい気持ちから刑事となった。
沢村遥
沢村の妻で将太の母。
「仕事人間」で自身や将太に構おうとしない久志の態度に愛想を尽かして将太を連れて家出してしまう。
沢村将太
久志と遥の息子。
西野純一
沢村の後輩刑事。27歳。
カエル男に身柄を拘束された際に、沢村の眼前で転落死させられてしまう。
秋山佳代
遥の友人。老人介護施設に勤務している。独身でアパートで一人暮らし。
瀬戸内綾子
連続殺人事件の被害者。裁判官。年齢は55歳だが、美容整形をしており実年齢より若々しい印象の女性。
警察が身柄を保護しようとしたが、間に合わず大型冷凍庫に閉じ込められて凍死させられてしまう。
小泉勤
連続殺人事件の被害者。
裁判官で妻子がいるが、他の女性と不倫しており、カエル男に拉致された後殺害され、遺体を真っ二つにされた末に妻と愛人の元に送りつけられる。
堤優一
連続殺人事件の被害者。29歳の男性。母と2人暮らし。無職のひきこもりで、一家の収入は母のパート収入で賄われていた様子。
母が仕事に出た直後に拉致された末、生きたまま顔や頭部のパーツを出生時の体重分の重さになるまで少しずつ切り取られて殺害される。
真矢恒彦
連続殺人事件の被害者。職業は占い師。
警察が身柄を保護しようとしたが、間に合わず口に大量の画鋲を詰め込まれて殺害される。
カエル男
連続殺人事件の犯人。自分を芸術家（アーティスト）と称する快楽殺人犯。

## 書誌情報
- 巴亮介『ミュージアム』講談社〈ヤンマガKCスペシャル〉 全3巻
  1. 2013年11月6日発売、ISBN 978-4-06-382376-9
  2. 2014年1月6日発売、ISBN 978-4-06-382404-9
  3. 2014年4月4日発売、ISBN 978-4-06-382455-1
- 巴亮介『新装版 ミュージアム 完本』講談社〈KCデラックス〉 全2巻
  - 上 2016年10月20日発売、ISBN 978-4-06-393064-1
  - 下 2016年10月20日発売、ISBN 978-4-06-393065-8

## 小説
牧野修により『ミュージアム 公式ノベライズ』として小説化され、2016年10月14日に講談社文庫から刊行された。ISBN 978-4-06-283896-2。

## 映画
2016年11月12日公開。主演は小栗旬、監督は大友啓史。WOWOW開局25周年記念作品。カエル男が活躍するということからFROGMANとのコラボも行われた。
興行通信社調べ「全国映画動員ランキング」で初日動員18万217人、興行収入2億4,449万6,500円を記録、初登場第2位にランクインした。

### キャスト
- 沢村久志 - 小栗旬　（高校時代 - 健太郎）
- 沢村遥 - 尾野真千子
- 西野純一 - 野村周平
- 菅原剛 - 丸山智己
- 石井 - 淵上泰史
- 風間 - 平原テツ
- 大西武志
- 山形 - 本田大輔
- 工藤 - 佐久間哲
- 田辺 - 野中隆光
- 沼田 - 小久保丈二
- 堀川 - 吉原光夫
- 高梨 - 増田修一朗
- 阿南健治
- 秋山佳代 - 田畑智子
- 橘幹絵 - 市川実日子
- 沢村将太 - 五十嵐陽向
- 今森由希 - 高橋ユウ
- 大橋茂 - 三浦英
- 瀬戸内綾子 - 滝沢涼子
- 小泉勤 - 山元隆弘
- 上原あけ美 - 佐藤聖羅
- 堤優一 - 田口巧輝
- 真矢恒彦 - 重松隆志
- 中田長治 - 内藤トモヤ
- 佐藤義彦 - 巴山祐樹
- 石野吉松 - 久松信美
- 小泉愛美 - 舞優
- 沢村久志の父 - 大森南朋
- 岡部利夫 - 伊武雅刀
- 関端浩三 - 松重豊
- カエル男（霧島早苗） - 妻夫木聡

### スタッフ
- 原作 - 巴亮介『ミュージアム』（講談社「週刊ヤングマガジン」刊）
- 監督 - 大友啓史
- 脚本 - 髙橋泉、藤井清美、大友啓史
- 音楽 - 岩代太郎
- 選曲 - 石井和之
- 製作 - ミラード・エル・オゥクス、大村英治、井上肇、古川公平、下田淳行、牧田英之、荒波修、髙橋誠、江守徹
- エグゼクティブプロデューサー - 小岩井宏悦、青木竹彦
- プロデューサー - 下田淳行、下枝奨
- 撮影 - 山本英夫（J.S.C.）
- Bキャメラ - 佐藤有
- 照明 - 小野晃
- 録音 - 益子宏明
- 美術 - 磯見俊裕
- セットデザイナー - 将多
- 装飾 - 渡辺大智
- 衣裳デザイン・キャラクターデザイン - 澤田石和寛
- ヘアメイクデザイン - ShinYa
- 特殊メイク・造形デザイン - 百武朋
- 編集 - 今井剛
- VFXスーパーバイザー - 小坂一順
- スーパーヴァイジングサウンドエディター - 勝俣まさとし
- スクリプター - 生田透子
- 助監督 - 稲葉博文
- 制作担当 - 高瀬大樹
- 制作管理 - 鈴木嘉弘
- ラインプロデューサー - 鎌田賢一
- 配給 - ワーナー・ブラザース映画
- 制作プロダクション - ツインズジャパン
- 製作 - 映画「ミュージアム」製作委員会（ワーナー・ブラザース映画、WOWOW、パルコ、トライストーン・エンタテイメント、講談社、ツインズジャパン、ニッポン放送、GYAO、KDDI、巖本金属）

### 主題歌
「Taking Off」（アミューズ / A-Sketch）
歌 - ONE OK ROCK

### 制作
監督の大友啓史は、制作に当たっては中途半端な気持ちにならないように意識したと、公開前に行われたガジェット通信とのインタビューの中で語っている。原作における「カエル男」は着ぐるみのようなデフォルメされたデザインが不気味さを醸し出していた一方、それをそのまま実写化するとかわいくなってしまうため、よりリアルなカエルに近いデザインに変更された。
作品の性質上、役にのめりこみすぎると演者の実生活やエンターテインメント性にに影響が出てしまうおそれがあることから、心身ともに健康な役者が求められた。
カエル男役に美男子とされる妻夫木聡を起用した理由として、大友は妻夫木のまっすぐな目がテーマに相応しかったことと、ある程度の身体能力が求められたこと、そして沢村役の小栗旬との身長差を挙げている。
大友によると、小栗は役作りに際し、撮影期間中はあえて家族と別居し、自然に出てしまう幸せな雰囲気を消すようにしていたという。
ラストシーンは大友が脚本を執筆する中で、「現代社会にはこのようなこともありうる」ということを示唆するために加えられた。

### レイティング
本作はG指定となったものの、作中においては生首の場面や、性行為のほのめかしが含まれていた。劇場公開用のポスターには、PG-12指定の映倫マークを模した注意書きが添えられており、ライターのヒナタカはこのレーティングが配給側にとって想定外だったとみている。
大友もガジェット通信とのインタビューの中で、R-15を想定していたところこのレーティングだったので驚いたと振り返っている。大友によると、直接的な表現がなければG指定になるといい、映倫の基準に興味を示している。

### 受賞
- 第29回日刊スポーツ映画大賞・石原裕次郎賞
  - 助演男優賞（妻夫木聡）
- ジャパンアクションアワード2017[6][7]
  - ベストアクション監督賞 優秀賞：吉田浩之「ミュージアム」
  - ベストアクション男優賞 優秀賞：小栗旬「ミュージアム」

## テレビドラマ
『ミュージアム -序章-』のタイトルで、映画公開に合わせたスピンオフドラマが、2016年10月1日よりWOWOW、10月14日よりGYAO!にて全4話を配信。

### キャスト（テレビドラマ）
- 九堂仁 - 三浦誠己[8]
- 九堂伊織 - 川島鈴遥[8]
- 森田想[8]
- 細川佳央[8]
- 三浦英
- 上田帆乃佳
- 河屋秀俊[8]
- 中野英樹[8]
- 奥野瑛太[8]
- 宇野祥平[8]

### スタッフ（テレビドラマ）
- 原案 - 巴亮介『ミュージアム』（講談社「週刊ヤングマガジン」刊）
- 監督 - 白石晃士[8]
- 脚本 - 高田亮[8]、白石晃士
- 企画 - 青木竹彦、下田淳行
- 企画協力 - 小岩井宏悦、下枝奨
- プロデューサー - 大瀧亮、星野秀樹
- 撮影 - 高木風太
- 照明 - 秋山恵二郎
- 録音・整音 - 根本飛鳥
- 編集 - 宮崎歩
- 助監督 - 滝野弘仁
- ラインプロデューサー - 城内政芳
- 衣装 - 立花文乃
- メイク - 村木アケミ
- 特殊造形 - 土肥良成
- キャスティング - 詫摩大輔
- スタントコーディネート - 富田稔
- カエルマスクデザイン / キャラクターデザイン - 澤田石和寛
- カエル男造形 - 百武朋
- 劇中曲 -  DJ Oggy feat.DJ Mark Luv「What Is It」、Lesblesd featuring DJ Oggy「Culture」
- 音響効果 - 大塚智子
- VFXスーパーバイザー - 小坂一順
- VFXディレクター - 白石哲也
- コンポジッター - 江部佳奈恵
- カラーグレーディング - 石川洋一
- テクニカルコーディネート - 石橋英治
- ラボコーディネート - 川島大資
- スチール - 鈴木淳哉
- 監督助手 - 國谷陽介
- 製作主任 - 小林大地
- 製作進行 - 田中厚朗
- プロデューサーアシスタント - 髭野純
- 特別協力 - ワーナー・ブラザース映画、講談社
- 制作プロダクション - ツインズジャパン
- 製作 - 『ミュージアム -序章-』パートナーズ（WOWOW、ポニーキャニオン、GYAO）